# الدخیله (اسکندریه)
الدخیله (به عربی: الدخیلة) یک محله در مصر است که در استان اسکندریه واقع شده‌است.